# Bosnormand
Bosnormand är en kommun i departementet Eure i regionen Normandie i norra Frankrike. Kommunen ligger i kantonen Bourgtheroulde-Infreville som tillhör arrondissementet Bernay. År 2018 hade Bosnormand 326 invånare.

## Befolkningsutveckling
Antalet invånare i kommunen Bosnormand
Referens:INSEE